# Lien Thikeo
Lien Thikeo là một chính trị gia người Lào. Ông là Bộ trưởng Bộ Tài chính từ năm 2014 đến năm 2016.